# Monastère de Pedralbes
Le monastère royal de Sainte Marie de Pedralbes est un ensemble de bâtiments gothiques de Barcelone. En 1993, la zone du monastère fut cédée à la ville pour abriter la collection de peintures du Musée Thyssen-Bornemisza, avant qu'elle ne soit transférée au musée national d'art de Catalogne.

## Histoire
Le monastère est fondé par le roi Jacques II d'Aragon et son épouse Elisenda de Montcada en 1326. Il est inauguré par une messe solennelle le 3 mai 1327. Il abritait une communauté de clarisses, principalement issues de la noblesse.
La reine avait un intérêt particulier pour ce monastère qu'elle dota de divers privilèges. Grâce à l'un d'eux, le monastère restait sous la protection directe de la ville au travers du Conseil des Cent qui s'engageait à le défendre en cas de danger.
La reine Elisenda fit construire un palais attenant où elle s'installa en 1327, à la mort de son époux. La reine y résida jusqu'à sa mort en 1364. Par testament, elle ordonna la destruction de ces palais à sa mort, et leurs restes furent découverts dans les années 1970 par Maria Assumpta Escudero i Ribot, avant qu'elle ne fût nommée directrice du musée-monastère.
Durant la guerre des faucheurs en 1640, les religieuses en furent extraites et logées dans la résidence du marquis d'Aitona. En vertu des accords signés entre la reine Elisenda et la ville, les religieuses furent escortées par des soldats armées, la mère abbesse fermait le cortège, accompagnée par le second conseiller de la ville.
En 1931, le monastère fut déclaré monument historique et artistique. Une partie fut intégrée au musée d'histoire de Barcelone où furent exhibées des éléments de la vie monastique ayant appartenu aux nonnes. En 1993, le musée accueillit la collection Thyssen-Bornemisza, jusqu'à ce qu'elle soit transférée au musée national d'art de Catalogne. Une petite communauté clarisse réside toujours dans un édifice contigu.

## Le monastère

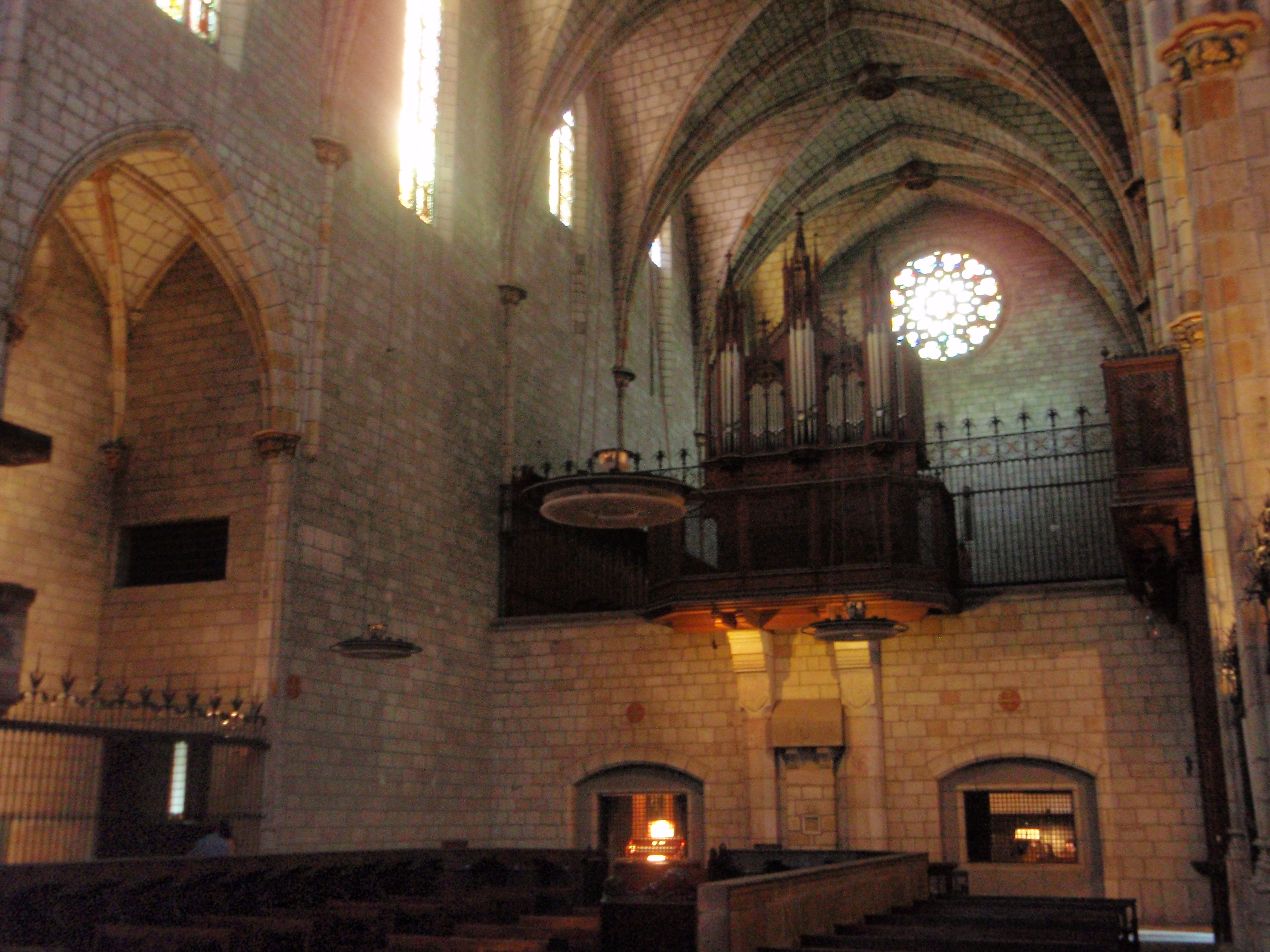
Vue intérieure du monastère

Le monastère était à l'origine ceint par une muraille dont ne subsistent que deux tours de guet et deux des portes d'accès.
L'église de Pedralbes est constituée par une nef unique terminée par un retable gothique réalisé par Jaume Huguet. Le cloître, autour duquel se trouve le monastère, mesure trois étages de haut, et quarante mètres de large. Il est formé par de grands arcs qui reposent sur de nombreuses colonnes. Les chapiteaux sont décorés aux couleurs des comtes de Barcelone et de la maison de Montcada.
Sur une des travées latérales du cloître se trouve la sépulture de la reine Elisenda. Elle est faite en deux parties. La première peut être vue depuis l'intérieur de l'église (Elisenda porte un habit de reine) et l'autre qui peut être vue depuis le cloître où elle est représentée comme veuve avec ses habits de religieuse.
On note également la chapelle de l'archange saint Michel. Elle est décorée de plusieurs fresques de Ferrer Bassa, réalisées en 1346, et dans lesquelles on note l'influence du peintre italien Giotto.

## Protection
Le monastère fait l’objet d’un classement en Espagne au titre de bien d'intérêt culturel depuis le 3 juin 1931.

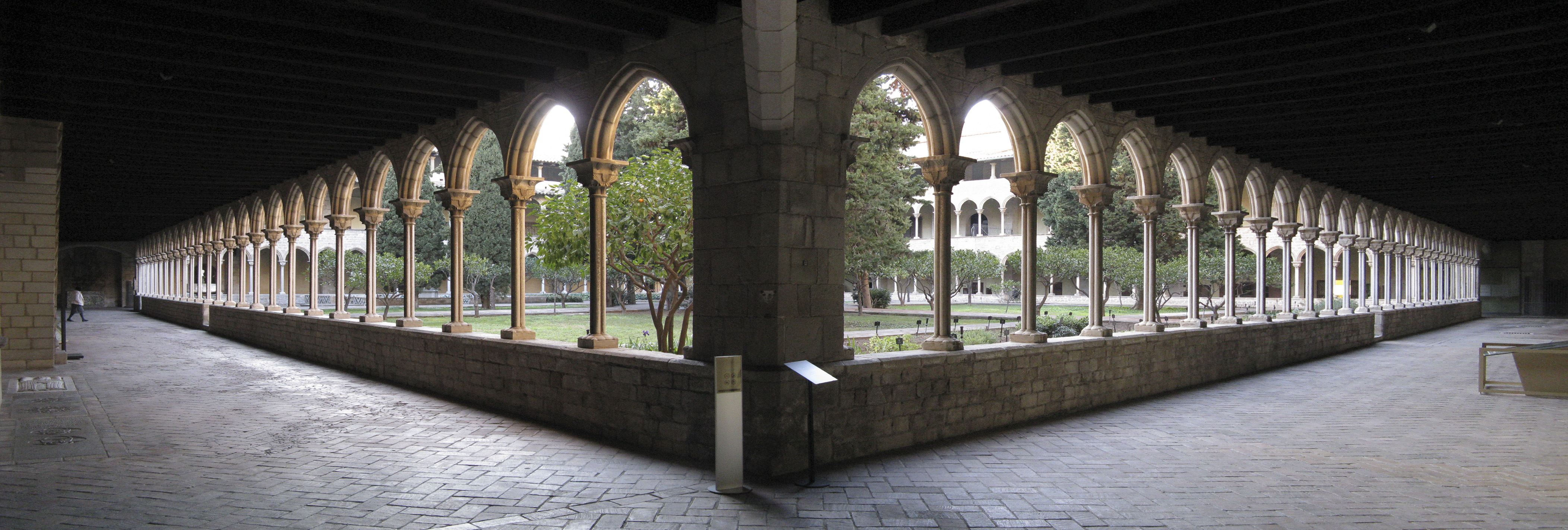
Cloître du monastère